# Fugint de la Crítica
Fugint de la Crítica és una obra destacada en el context de l'art per ser un exemple primerenc i distintiu de Trompe-l'œil, una tècnica que desafia la percepció visual en crear il·lusions òptiques. Aquesta pintura, realitzada per Pere Borrell del Caso en 1874, va marcar l'inici de la seva exploració en la representació d'escenes que tiben els límits entre el real i el representat, convertint-se així en una peça rellevant en el seu repertori artístic i en el desenvolupament d'aquesta tècnica com a expressió creativa.

## Context històric
L'obra Fugint de la Crítica de Pere Borrell del Caso se situa en un context historicoartístic caracteritzat per una sèrie de transformacions sociopolítiques i culturals que van marcar el segle XIX. Aquest període va estar influenciat per esdeveniments significatius com la Revolució Industrial, la Revolució Francesa i els canvis sociopolítics a Europa després de les revolucions de 1820, 1830 i 1848, així com el Congrés de Viena.
El segle xix va presenciar la convergència de diversos moviments artístics, entre ells el romanticisme, que va sorgir com una resposta al neoclassicisme. El Romanticisme exaltava la passió, l'imaginari, el desordre i la llibertat artística, mostrant interès en l'edat mitjana i les mitologies nòrdiques. No obstant això, mediat el segle, els esdeveniments històrics van portar a un canvi en el pensament artístic, tornant a enfocaments més racionals.
L'emergència de les monarquies absolutes i els canvis socioeconòmics van portar amb si l'aparició del proletariat i el predomini de la societat industrial sobre la rural i tradicional. Aquest context va propiciar el sorgiment del realisme en la segona meitat del segle XIX, un moviment que advocava per la representació objectiva i versemblant de la realitat, amb un fort component de crítica social cap a la burgesia i la hipocresia.
El realisme buscava temes extrets de la vida quotidiana, tant rural com urbana, amb èmfasi en detalls meticulosos i una representació fidel de la realitat contemporània. Aquest enfocament contrastava amb el sentimentalisme i les temàtiques històriques o orientalitzants del romanticisme. Gustave Courbet va ser un dels principals representants d'aquest moviment i és reconegut com un precursor dels corrents artístics posteriors a Europa.
Courbet va emplear el terme realisme en nomenar el pavelló que va construir per a una exposició alternativa al Saló de París en 1855, sent aquesta exhibició qualificada d'antiacademicista pels crítics. Malgrat les reaccions inicials, el realisme es va difondre per diferents regions europees, incloent-hi la península Ibèrica, coexistint amb altres tendències artístiques predominants de l'època, com el paisatgisme o la pintura costumista, de la qual va emergir Joaquim Sorolla. L'obra de Borrell del Caso, Fugint de la crítica, s'inscriu en aquest context artístic realista que buscava una representació veraç i crítica de la societat contemporània.

## Anàlisi de l'obra
Fugint de la crítica, destaca per la seva tècnica innovadora i el seu profund significat conceptual. Borrell, influenciat per diferents estils artístics europeus i familiaritzat amb el romanticisme i la pintura realista, es va destacar per aquesta obra específica que va utilitzar la tècnica de l'artifici o l'anomenat Trompe-l'œil.
Aquesta tècnica pictòrica buscava crear il·lusions òptiques per a enganyar la percepció visual de l'observador. Per això s'empreava la manipulació de perspectives, ombres, efectes visuals i simulacions en la pintura amb l'objectiu de generar l'aparença tridimensional d'objectes o escenes, oferint una representació que sembla real, però que és en realitat una representació plana en una superfície bidimensional.
La pintura desafia la bidimensionalitat en jugar amb el marc daurat i la figura en la composició. Si bé l'ús de la perspectiva per a crear una sensació de tridimensionalitat tenia precedents en la història de l'art (sobretot en l'art pictòric Romà), Borrell adopta un enfocament actiu en situar al personatge en una tensió perceptiva. La figura sembla escapar del seu tancament pictòric, desafiant la idea del marc i la planitud, buscant integrar-se en l'espai real. Aquesta fusió entre el real i el pintat desafia l'estàtica i qüestiona la percepció tradicional de l'art. És a dir, va en contra de les normes acadèmiques de llavors i per aquest motiu se la va considerar antiacademicista.
L'obra presenta la representació d'un jove vestit amb robes desgastades, evocant la imatge de nens pobres i captaires que el pintor Murillo solia plasmar en les seves obres. El nen representat en la pintura sembla fugir d'alguna cosa, però el fons neutre i la falta de claredat en el motiu generen incertesa en l'espectador. La postura agitada del nen, amb una cama i una mà esteses cap a fora del marc, incita a qüestionar els conceptes fonamentals de la pintura i la realitat, generant dilemes filosòfics i teòrics sobre la naturalesa de la realitat mateixa.
El títol de l'obra, Fugint de la Crítica, agrega una altra capa de significat. Suggereix una possible interpretació relacionada amb la reacció anticipada de l'artista davant les crítiques que podrien sorgir una vegada exposada l'obra. La fugida del nen podria reflectir l'evasió de la percepció crítica dels erudits que consideraven les seves opinions com a veritats absolutes, plantejant així la reflexió sobre la recepció i la crítica de l'obra artística.
Malgrat desconèixer les raons precises darrere de la fugida representada, aquesta tècnica de l'artifici va continuar sent utilitzada per Borrell en altres obres. La cerca de tridimensionalitat en l'art, tal com va plasmar Borrell, es va desenvolupar posteriorment en el segle XX amb nous corrents artístics que van desafiar els cànons tradicionals, portant a l'artista a convertir-se en el propi objecte de representació a través de diverses formes de performance artística.

## Recepció de l'obra
L'obra Fugint de la Crítica de Pere Borrell del Caso va captar l'atenció del públic des de la seva presentació inicial, generant un interès notable. El seu impacte va ser tal que el reconegut crític d'art Apel·les Mestre ho va destacar expressament. Aquest interès es va reflectir en la venda del quadre a un preu significatiu de 375 pessetes, la qual cosa indicava el seu valor i rellevància en el context artístic de l'època.

### Altres versions
La popularitat i la demanda del quadre van ser tals que l'autor es va sentir motivat a crear almenys dues versions addicionals de la composició original. La primera variació, realitzada el gener de 1876, presentava canvis notables en el tipus de marc que envoltava al personatge principal, qui a més mostrava una expressió de major edat i actitud, amb un cabell més desordenat i una expressió de temor més evident, representada per la seva boca oberta.
Posteriorment, es va produir una tercera versió, situada en una col·lecció privada, que es distingeix per l'absència d'ornaments en el marc, mostrant al nen amb gestos similars a les versions anteriors, encara que amb diferències notables en l'exposició del seu tors, la seva mirada elevada i la posició de la seva boca, que es trobava entreoberta.
Aquests canvis en les diferents versions revelen l'evolució en la interpretació de l'obra per part de l'artista. Les anàlisis tècniques suggereixen que Borrell inicialment va crear la representació del marc simulat i, a partir d'aquest punt, va desenvolupar la composició completa. L'última versió, que va romandre en possessió del mateix autor, probablement va ser conservada com un testimoniatge personal d'una de les composicions que va obtenir major reconeixement i popularitat entre el públic i els crítics de la seva època.

## Participació en exposicions
- 2002: National Gallery of Art de Washington, exposició Deceptions and Illusions: Five Centuries of Trompe l'Oeil Painting.[10]
- 2008: Museu Nacional d'Estocolm, exposició Lura Ögat.
- 2009: Nagoya City Art Museum a Nagoya i al Bunkamura Museum of Art de Tòquio, exposició Visual Deception.
- 2010: Bucerius Kunst Forum a Hamburg, exposició Täuschend Eight: Illusion and Wirklichkeit in der Kunst.
- 2010: Palazzo Strozzi a Florència, exposició Inganni ad arte.
- 2011: Museu Nacional d'Art de Catalunya, Barcelona, exposició Realisme(s). L'empremta de Courbet.